# 燦爛祕鱂
燦爛祕鱂為輻鰭魚綱鯉齒目鯉齒亞目鯉齒鱂科的其中一種，已絕滅，分布於亞洲土耳其中部的淡水流域，體長可達5公分，生活習性不明，可做為觀賞魚。

## 擴展閱讀
維基物種上的相關：燦爛祕鱂